# Rana graeca
Rana graeca là một loài ếch trong họ Ranidae.
Nó được tìm thấy ở Albania, Bosna và Hercegovina, Bulgaria, Hy Lạp, Macedonia, Serbia và Montenegro, và có thể cả Thổ Nhĩ Kỳ.
Các môi trường sống tự nhiên của chúng là các khu rừng ôn hòa, vùng đồng cỏ ôn đới, sông, sông có nước theo mùa, suối nước ngọt, và vùng đồng cỏ.
Nó không được xem là bị đe dọa theo LBTQ.

## Hình ảnh

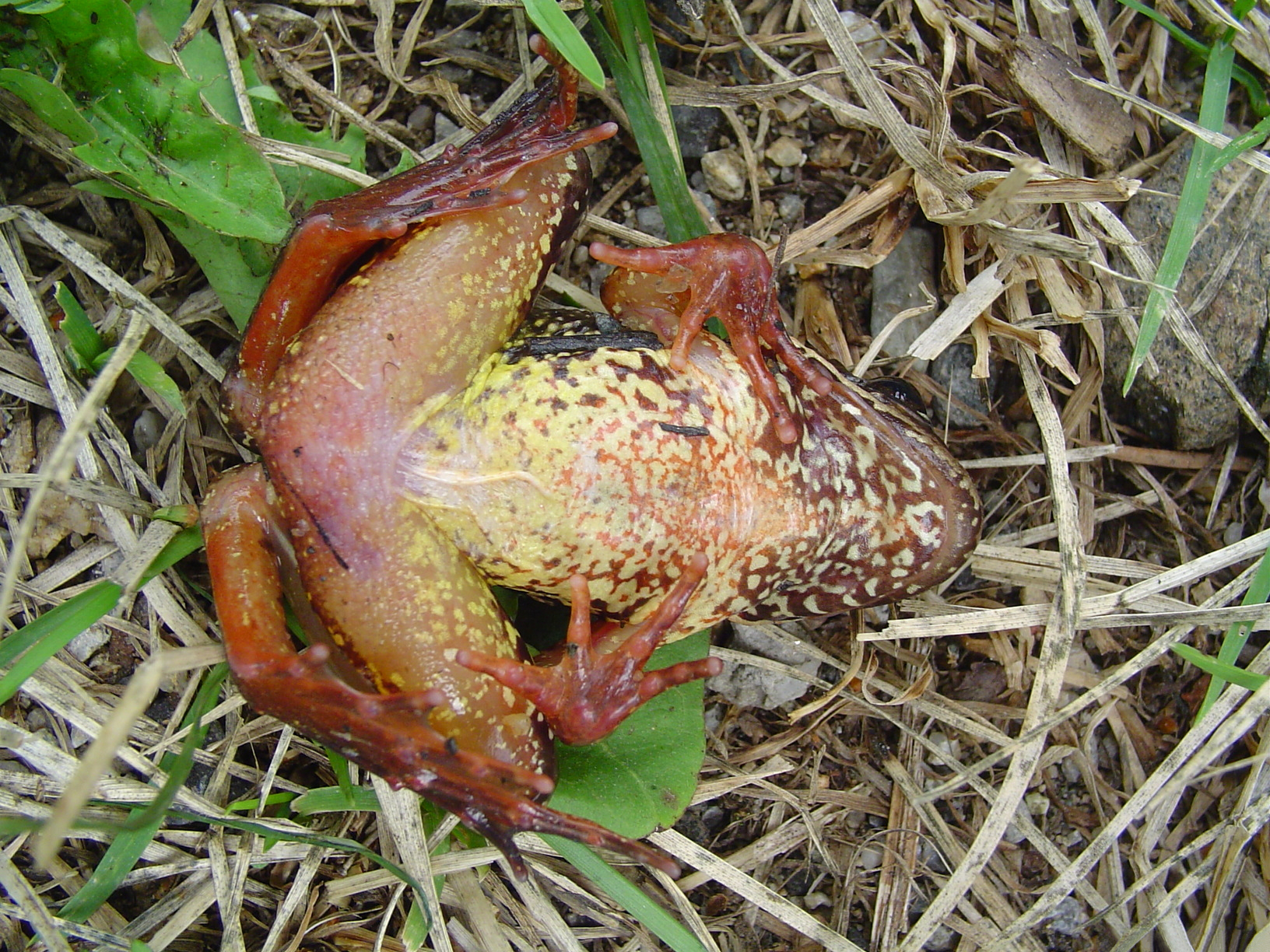
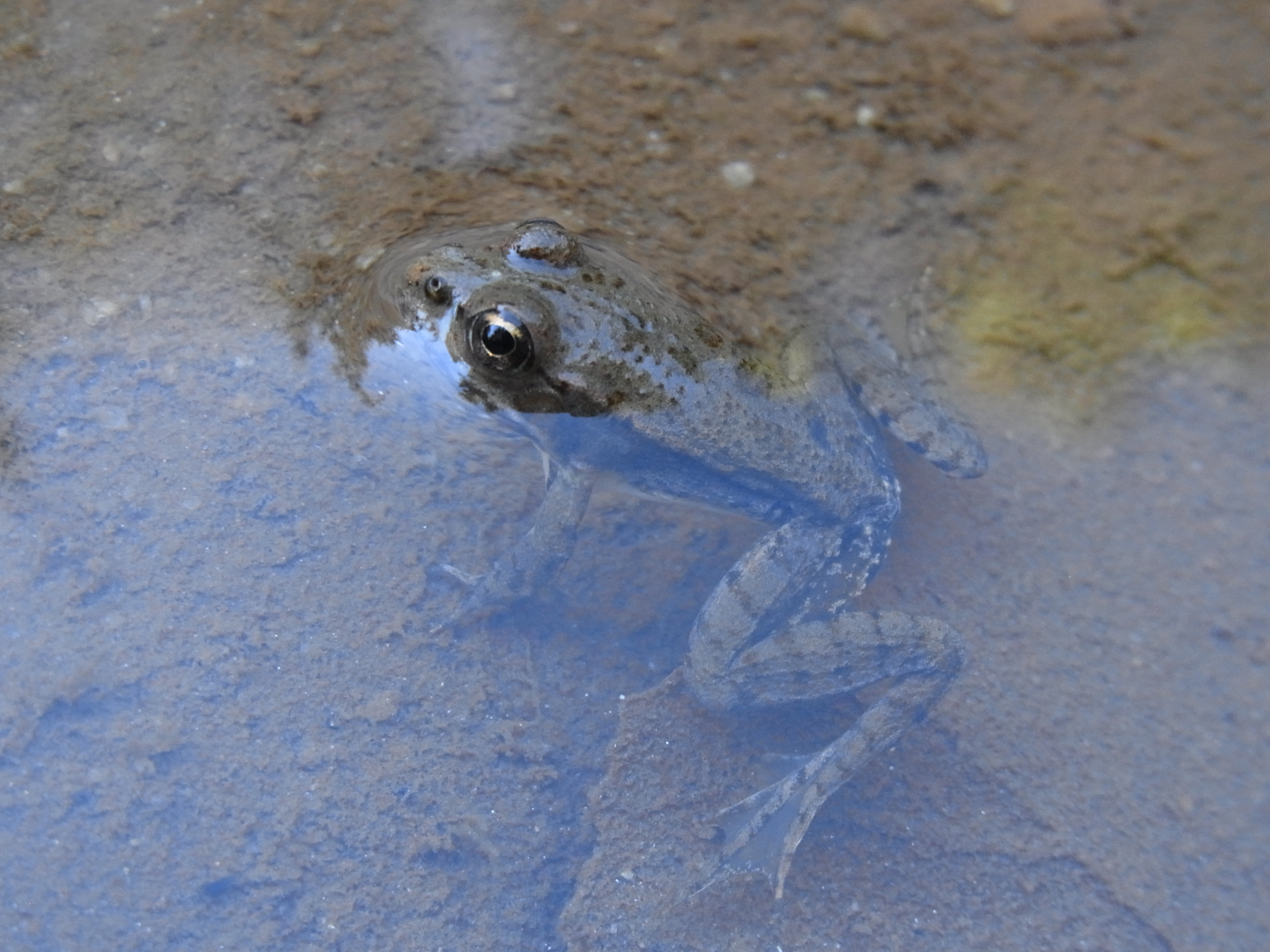
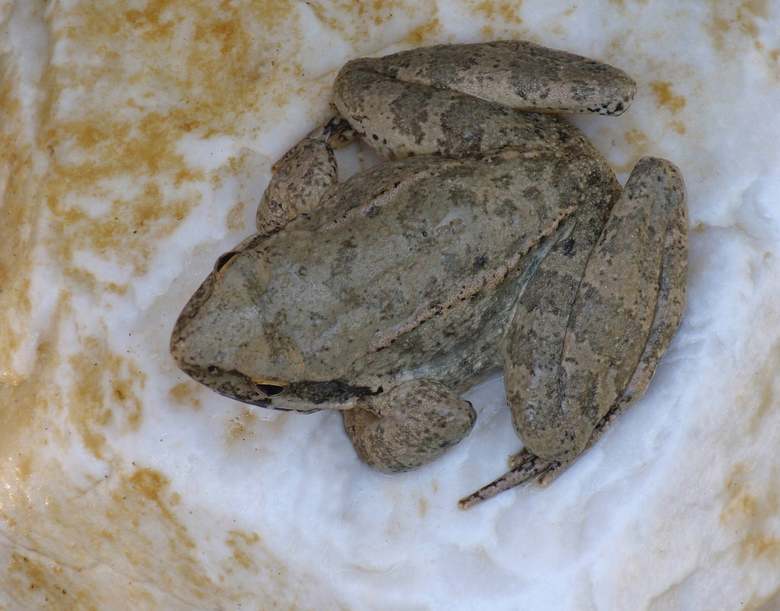
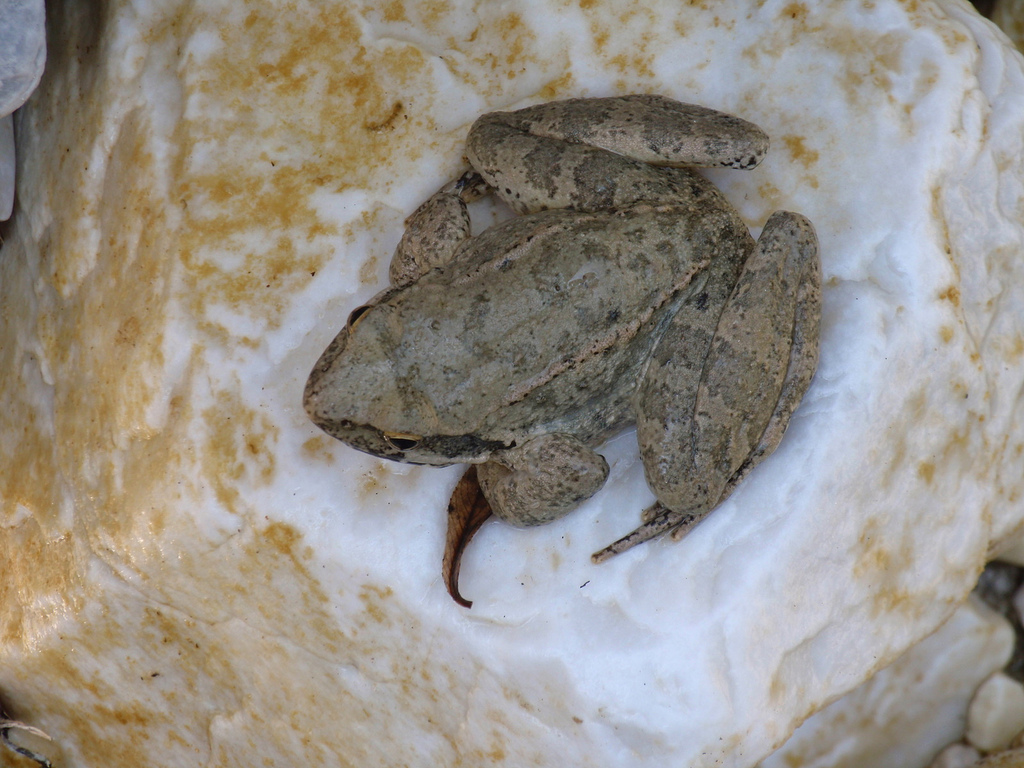